# Зелёнорубашечники
Зелёнорубашечнки (англ. Greenshirts) — последователи открыто фашистской ирландской Национальной корпоративной партии Оуэн О’Даффиа после раскола Фине Гэл. В 1936 году возглавил отряд добровольцев для помощи Франсиско Франко в испанской гражданской войне, и ушёл на пенсию после возвращения. Без него исчезли и зелёнорубашечники, и Национальная корпоративная партия. Фине Гэл стала одной из главных демократических партий Ирландии. Зелёнорубашечники отличаются от хорошо известных синерубашечников, которыми именовались последователи О’Даффи до раскола в Фине Гэл, хотя только 80 из синерубашечников впоследствии стали зелёнорубашечниками.

## Другие использования
Название также применялось к последователям других политических групп, принявших своей униформой зелёные рубашки, в частности, Партия социального кредитования Великобритании и Северной Ирландии, французское аграрное движение Анри Доржереса, бразильские интегралисты, румынская Железная Гвардия, итальянская Лига Севера и Венгерская национал-социалистическая партия рабочих и крестьян.